# دفترهای فلسفی
دفترهای فلسفی (به روسی : Философские тетради) مجموعه نوشتارهای ناتمام فلسفی است که ولادیمیر لنین آن‌ها را برای فهم شخصی یادداشت برداری کرده بود تا مسائل فلسفی و منطق دیالکتیکی را بیشتر درک کند. در ترجمهٔ فارسی این کتاب که توسط حسن مرتضوی انجام شده‌است، دو عنوان برای این اثر به صورتِ "دفترهای فلسفی، دفترهای هگل "، به کار رفته‌است. بی‌ربط نیست که آن را دفترهای هگل نیز بنامیم زیرا لنین در بیشتر این کتاب تحلیل‌ها و نظرات خود را درباب منطقِ دیالکتیکی هگل افزوده‌است. لنین علاوه بر خوانش هگل در این نوشتار نگاهی نیز به آثار فلاسفهٔ دیگری چون هراکلیتوس ، ارسطو ، لایبنیتس ، فوئرباخ و مارکس می‌اندازد. 

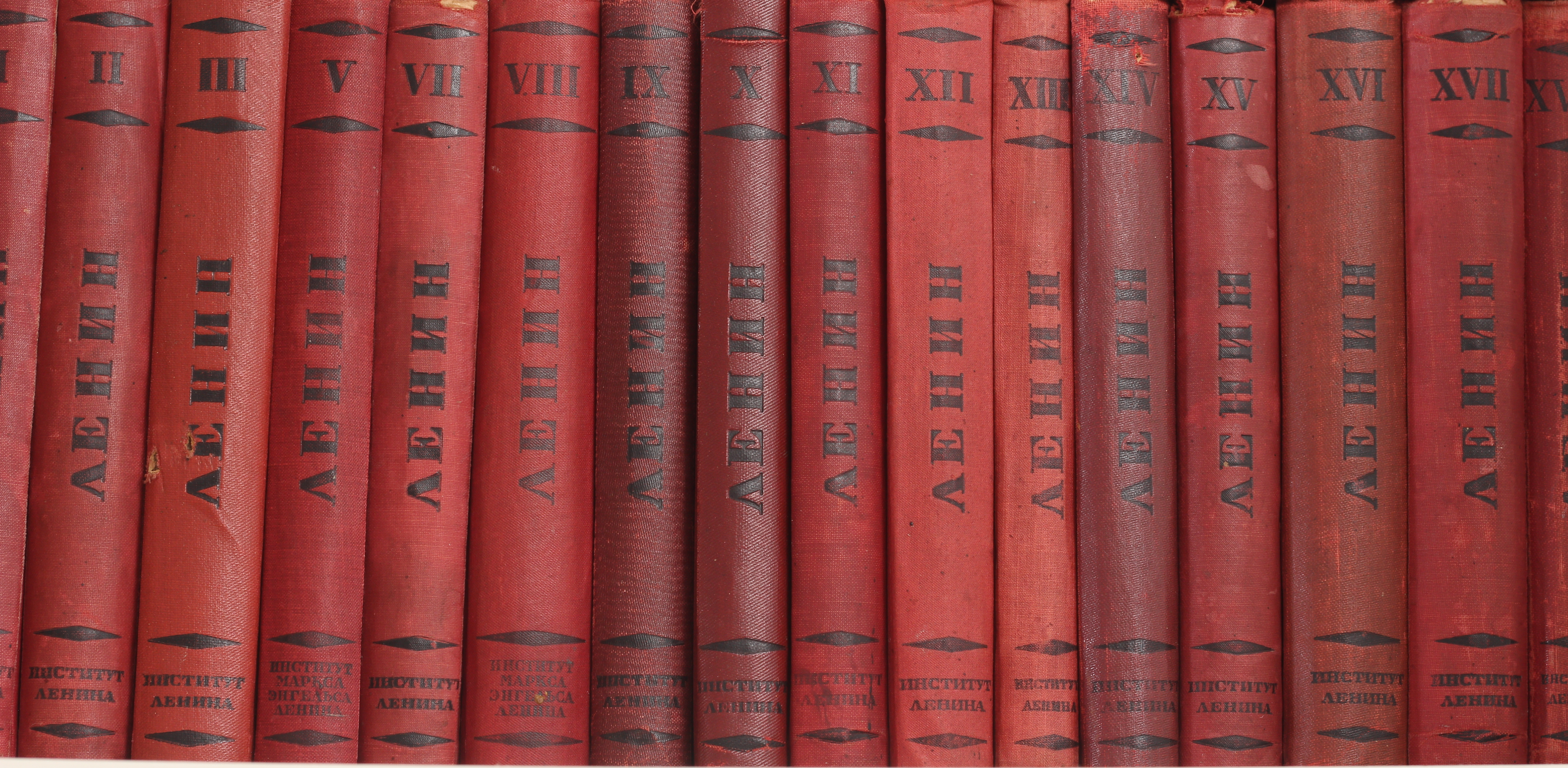
مجموعه آثار ولادیمیر لنین به زبان روسی

بسیاری از لنین شناسان این اثر او را در تضاد با کتاب فلسفی دیگر او، ماتریالیسم و امپریوکریتیسیسم میدانند، زیرا دفترهای فلسفی در زمینهٔ ایدئالیسم و کتاب ماتریالیسم و امپریوکریتیسیسم در زمینهٔ ماتریالیسم است و لنین هر دو اثر نیز متفاوت است.